# عثمان عثمان
عثمان عثمان (1 أغسطس 1970)، إعلامي لبناني ويحمل الجنسية السويدية. خبير إعلامي وكاتب صحفي ومُقدم برامج سابق على قناة الجزيرة. اشتهر ببرنامجه الحواري الشريعة والحياة.

## سيرته
ولد عثمان عثمان في شمال لبنان سنة 1970. حاصل على دكتوراه في العلوم السياسية  وأخرى في الإعلام. عام 1989 بدأ مسيرته الإعلامية من محطات إذاعية لبنانية وصحف محلية وعربية. وانضم عام 2007 إلى قناة الجزيرة الفضائية مقدما لبرنامج الشريعة والحياة والذي صنف الأكثر مشاهدة على القناة مرات عدة، كما أعد وقدم حلقات من برنامج لقاء اليوم. وهو مدرب دولي في مهارات التعامل مع وسائل الإعلام والتقديم التلفزيوني والإذاعي وفن مخاطبة الجمهور.